# Stade Leon Mahé
Stade Leon Mahé – stadion piłkarski w Saint Pierre w Saint-Pierre i Miquelon. Jest obecnie używany głównie dla meczów piłki nożnej. Stadion jest używany przez klub AS Îlienne Amateurs.